# Laura Barcons Arisa
Laura Barcons Arisa (Vic, Osona, 5 de gener de 1999) és una jugadora d'hoquei sobre patins catalana.
Es formà al Club Patí Manlleu i debutà amb quinze anys a l'OK Lliga Femenina. Es proclamà campiona de la Copa de la Reina (2015) i aconseguí un subcampionat d'Europa (2016) i tres de Lliga (2016, 2018, 2019) amb el club osonenc. Posteriorment, ha jugat amb el Club Patí Voltregà (2019-21) i el Club Patí Vila-sana (2021). Internacional amb la selecció espanyola d'hoquei sobre patins, guanyà el Campionat d'Europa de 2018.